# エコロボティックス
エコロボティックス社（英語：ecoRobotix Ltd）は、スイスを拠点とするロボット製作会社。アグリテック企業である。

## 製品
葉物野菜や穀物の生育時の雑草への除草剤を自動局所散布（スカウティング）や、除草を自ら積載する太陽光発電パネルの電力で自走しながら、画像認識装置やロボットアームにより行う。GPSアンテナや四輪駆動トラクションコントロール、バッテリーを搭載しており、太陽光の配下で延々と広大な畑の中で自動作業を行うロボットをリリースしている。